# Esposizione specializzata
Secondo le norme del Bureau International des Expositions, un'Esposizione specializzata (o Esposizione Internazionale Specializzata, in inglese Specialised Expo o International Recognised Exhibition, in quanto formalmente riconosciuta dal BIE) è una delle due tipologie di esposizioni definite dal protocollo del 1988. Tale documento definisce le seguenti caratteristiche per un'Expo Specializzata:
- è organizzata nell'intervallo tra due Esposizioni universali;
- ha una durata massima di 3 mesi;
- si estende su un'area massima di 25 ha;
- tratta un tema specifico.

Queste regole sono attuate a partire dal 2010 con l'Expo di Shanghai; sebbene già per l'organizzazione dell'Expo 2005 di Aichi si fosse deciso di seguire il nuovo sistema, essa ricadeva ancora sotto il protocollo precedente.
Spesso l'aggettivo "internazionale" viene sostituito o affiancato a "specializzata"; le regolamentazioni riguardo alla nomenclatura delle Expo hanno spesso sovrapposto e/o interscambiato i due termini. L'aggettivo "internazionale" vuole riferirsi all'internazionalità dell'evento ma lo limita (in termini di dimensioni, numero di Paesi partecipanti, investimenti, importanza ecc.) rispetto al termine "universale" utilizzato per il tipo di Expo maggiore. "Specializzata" invece si riferisce alla specificità e limitatezza del tema trattato, elemento distintivo di questa tipologia di esposizione.

## Storia
Proponiamo un elenco delle Esposizioni speciali e specializzate (incluse quelle Riconosciute), tenutesi rispettivamente tra 1931 e 1980 e a partire dal 1980. Questa distinzione si basa sulle denominazioni ufficiali dell'epoca: le diverse regolamentazioni approvate negli anni dal BIE, infatti, hanno comportato modifiche anche nella classificazione delle Expo.
| Esposizioni Speciali | Esposizioni Speciali                          | Esposizioni Speciali | Esposizioni Speciali |
| Edizione             | Tema                                          | Sede                 | Sede                 |
| -------------------- | --------------------------------------------- | -------------------- | -------------------- |
| Expo 1936            | Aviazione                                     | Stoccolma            | Svezia               |
| Expo 1938            | Aeronautica                                   | Helsinki             | Finlandia            |
| Expo 1939            | Tecniche d'acqua                              | Liegi                | Belgio               |
| Expo 1947            | Urbanismo                                     | Parigi               | Francia              |
| Expo 1949            | Gli sport nel mondo                           | Stoccolma            | Svezia               |
| Expo 1949            | L'abitazione rurale                           | Lione                | Francia              |
| Expo 1951            | Tessile                                       | Lilla                | Francia              |
| Expo 1953            | La conquista del deserto                      | Gerusalemme          | Israele              |
| Expo 1953            | Agricoltura                                   | Roma                 | Italia               |
| Expo 1954            | Navigazione                                   | Napoli               | Italia               |
| Expo 1955            | Sport                                         | Torino               | Italia               |
| Expo 1955            | L'abitazione dell'uomo moderno                | Helsingborg          | Svezia               |
| Expo 1956            | Agrumi                                        | Beit Dagan           | Israele              |
| Expo 1957            | Ricostruzione dell'area Hansa                 | Berlino              | Germania Ovest       |
| Expo 1961            | Centenario dell'Unità d'Italia                | Torino               | Italia               |
| Expo 1965            | Trasporti                                     | Monaco               | Germania Ovest       |
| Expo 1968            | La confluenza delle civiltà nelle Americhe    | San Antonio          | Stati Uniti          |
| Expo 1971            | La caccia nel Mondo                           | Budapest             | Ungheria             |
| Expo 1974            | Celebrare il nuovo ambiente fresco del domani | Spokane              | Stati Uniti          |
| Expo 1975            | Il mare che vorremmo vedere                   | Okinawa              | Giappone             |

| Esposizioni Specializzate | Esposizioni Specializzate                                                                                    | Esposizioni Specializzate | Esposizioni Specializzate |
| Edizione                  | Tema | Sede                      | Sede                      |
| ------------------------- | --- | ------------------------- | ------------------------- |
| Expo 1981                 | Caccia | Plovdiv                   | Bulgaria                  |
| Expo 1982                 | L'energia fa girare il mondo                                                                                 | Knoxville                 | Stati Uniti               |
| Expo 1984                 | I mondi dei fiumi - Acqua fresca come sorgente di vita                                                       | New Orleans               | Stati Uniti               |
| Expo 1985                 | Le conquiste dei giovani inventori                                                                           | Plovdiv                   | Bulgaria                  |
| Expo 1985                 | L'abitazione e il suo intorno - Scienza e tecnologia per l'uomo a casa                                       | Tsukuba                   | Giappone                  |
| Expo 1986                 | Trasporti e comunicazione: Mondo in movimento - Mondo in contatto                                            | Vancouver                 | Canada                    |
| Expo 1988                 | Il divertimento nell'era della tecnologia                                                                    | Brisbane                  | Australia                 |
| Expo 1991                 | Creatività dei giovani per un mondo pacifico                                                                 | Plovdiv                   | Bulgaria                  |
| Expo 1992                 | Cristoforo Colombo - La nave e il mare                                                                       | Genova                    | Italia                    |
| Expo 1993                 | La sfida di una nuova strada verso lo sviluppo                                                               | Taejon                    | Corea del Sud             |
| Expo 1998                 | Oceani - Un'eredità per il futuro                                                                            | Lisbona                   | Portogallo                |
| Expo 2008                 | Acqua e sviluppo sostenibile                                                                                 | Saragozza                 | Spagna                    |
| Expo 2012                 | Costa e oceani che vivono                                                                                    | Yeosu                     | Corea del Sud             |
| Expo 2017                 | Energia del futuro                                                                                           | Astana                    | Kazakistan                |
| Expo 2023                 | Scienza, innovazione, arte e creatività per lo sviluppo umano. Industrie creative nella convergenza digitale | Buenos Aires              | Argentina                 |
| Expo 2027                 | Giocare per l'umanità - Sport e musica per tutti                                                             | Belgrado                  | Serbia                    |